# Adoretus tenimbricus
Adoretus tenimbricus är en skalbaggsart som beskrevs av Ohaus 1930. Adoretus tenimbricus ingår i släktet Adoretus och familjen Rutelidae. Inga underarter finns listade i Catalogue of Life.